# Yoon Suk-yeol
Yoon Suk-yeol; južnokorejski politik in pravnik; * 18. december 1960, Seul. 
Je južnokorejski politik, nekdanji državni tožilec in odvetnik. Leta 2022 je postal trinajsti predsednika Južne Koreje. Pred tem je bil med letoma 2019 in 2021 generalni tožilec Južne Koreje.
V Seulu rojeni Yoon, je tam obiskoval nacionalno univerzo. Kot vodja osrednjega okrožnega tožilstva v mestu je imel ključno vlogo pri obsodbi nekdanjih predsednikov Park Geun-hye in Lee Myung-baka zaradi zlorabe položaja. Kasneje je Yoon med letoma 2019 in 2021 služil kot generalni tožilec Južne Koreje in poskrbel za obsodbo Cho Kuka, vplivne osebe v administraciji predsednika Moon Jae-ina. Kot član Stranke ljudske moči je Yoon na predsedniških volitvah v Južni Koreji leta 2022 tesno premagal kandidata Demokratske stranke Leeja Džae-mjunga. Yoon je funkcijo predsednika prevzel 10. maja 2022.